# اوگو پیرو
اوگو پیرو (به ایتالیایی: Ugo Pirro) فیلم‌نامه‌نویس و رمان‌نویس اهل ایتالیا بود.
از فیلم‌هایی که وی در آن‌ها نقش داشته‌است، می‌توان به پائولو بارکا، معلم مدرسه و برهنه‌گرای آخر هفته، گرگ‌ها، کراسلا، پنج زن بدنام، صلاح مملکت خویش، جنگ نرتوا، بازجویی از یک شهروند دور از سوءظن، طبقه کارگر به بهشت می‌رود، نبرد سوتیسکا، شب بخیر، آقایان و خانم‌ها و ارث اشاره نمود.